# International Archives of Allergy and Immunology
International Archives of Allergy and Immunology is een internationaal, aan collegiale toetsing onderworpen wetenschappelijk tijdschrift op het gebied van de allergieën en immunologie. De naam wordt in literatuurverwijzingen meestal afgekort tot Int. Arch. Allergy Immunol. Het wordt uitgegeven doorS. Karger AG en verschijnt maandelijks.